# Мамма Міа! 2
Mamma Mia! 2 (англ. Mamma Mia! Here We Go Again) — американський музичний комедійний кінофільм 2018 року режисера Ола Паркера, продовження фільму «Мамма Міа!» (2008 року).

## Сюжет
Доросла донька Донни — Софі, дізнається, що вагітна. Краще зрозуміти свої відчуття та думки у зв'язку з появою дитини їй допомагає історія матері. Глядачі побачать Донну ще зовсім юною, коли вона лише познайомилася із Семом, Білом та Гарі. Досвід матері допоможе Софі пережити цей унікальний етап життя. А підтримуватимуть її мама та чоловіки, кожного з яких можна вважати татом.

## У ролях
| Актор               | Роль                |
| ------------------- | ------------------- |
| Аманда Сейфрід      | Софі Шерідан        |
| Меріл Стріп         | Донна Шерідан       |
| Лілі Джеймс         | Донна в юності      |
| Домінік Купер       | Скай                |
| Крістін Баранскі    | Таня Чешем-Лі       |
| Джессіка Кінан Вінн | Таня в юності       |
| Джулі Волтерс       | Розі Маніган        |
| Алекса Дав'єс       | Розі в юності       |
| Пірс Броснан        | Сем Кармайкл        |
| Джеремі Ірвін       | Сем в юності        |
| Колін Ферт          | Гаррі Брайт         |
| Г'ю Скіннер         | Гаррі в юності      |
| Стеллан Скашгорд    | Білл Андерсон       |
| Джош Ділан          | Білл в юності       |
| Енді Гарсія         | Фернандо С'єнфеугос |
| Джонатан Голдсміт   | Рафаель С'єнфеугос  |
| Шер                 | Рубі Шерідан        |
| Омід Джалілі        | грецький офіцер     |
| Селія Імрі          | віце-канцлер        |
| Марія Вакратсіс     | Софія               |
| Панос Музуракіс     | Лазарос             |
| Джерард Монако      | Алексіо             |
| Анна Антоніадес     | Аполлонія           |
| Бйорн Ульвеус       | професор Оксфорду   |
| Бенні Андерссон     | піаніст             |

## Знімальна група
- Режисер — Ол Паркер
- Сценаристи — Ол Паркер, Річард Кертіс, Кетрін Джонсон
- Оператор — Роберт Ді Йомен
- Продюсери — Гарі Гоецман, Бенні Андерссон, Річард Кертіс, Бйорн Ульвеус
- Композитор — Енн Дадлі
- Кастинг-директор — Ніна Голд